# 纪育沣
纪育沣（1899年12月22日—1982年5月18日），浙江鄞县人，中国有机化学家，药物化学家，中国科学院院士。

## 生平
于1921年毕业于上海沪江大学化学系；1922年获美国芝加哥大学硕士学位，1924年任教于国立武昌大学，1928年获美国耶鲁大学博士学位。
曾任职：中国科学院学部委员、中国科学院化学研究所及中国医学科学院科研单位研究员，北京化学试剂研究所副所长。主要研究方向为药物化学及有机合成。

## 著作
专著有《抗疟药物的研究》和《维生素乙的研究》等。